# Xian de Chunhua
Le xian de Chunhua (淳化县 ; pinyin : Chúnhuà Xiàn) est un district administratif de la province du Shaanxi en Chine. Il est placé sous la juridiction de la ville-préfecture de Xianyang.

## Démographie
La population du district était de 183 479 habitants en 1999.